# Ekorrhjul

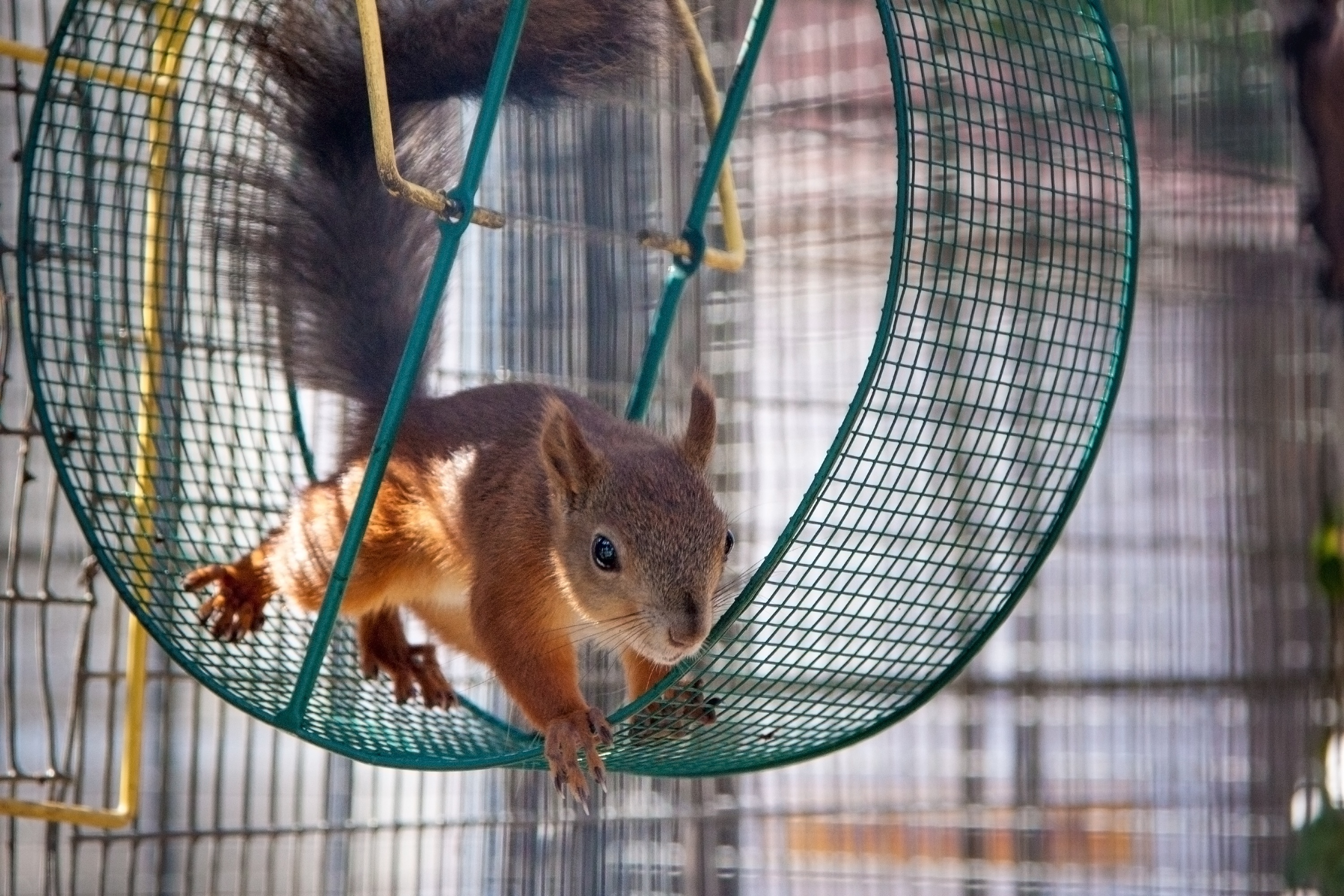
En ekorre i ett ekorrhjul.

Ekorrhjul är ursprungligen en beteckning på en roterande trumma, oftast av ståltråd, som var en inredningsdetalj i burar där man höll ekorrar som sällskapsdjur.
Ekorrhjulet är även en metafor för människans till synes otacksamma strävan genom det moderna samhället. Trots alla ansträngningar finner man sig förbli på samma plats.

## Varianter

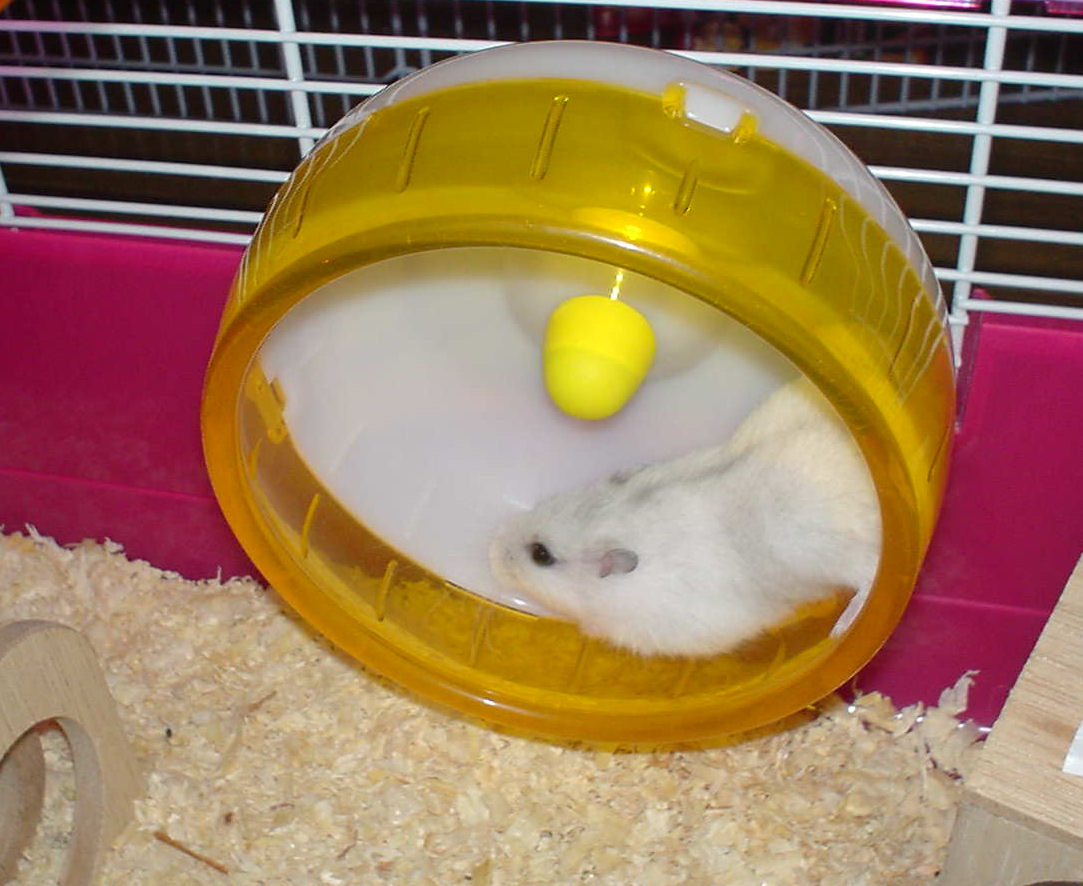
En vit hamster i ett hamsterhjul.

I modern tid finner man även hjul för andra smågnagare, till exempel hamsterhjul. Dessa är vanligtvis tillverkade av stål eller plast. Det finns även katthjul, som ofta är tillverkade i trä. Syftet är att hjulet ska stimulera husdjuret till motion.